# وايتليز

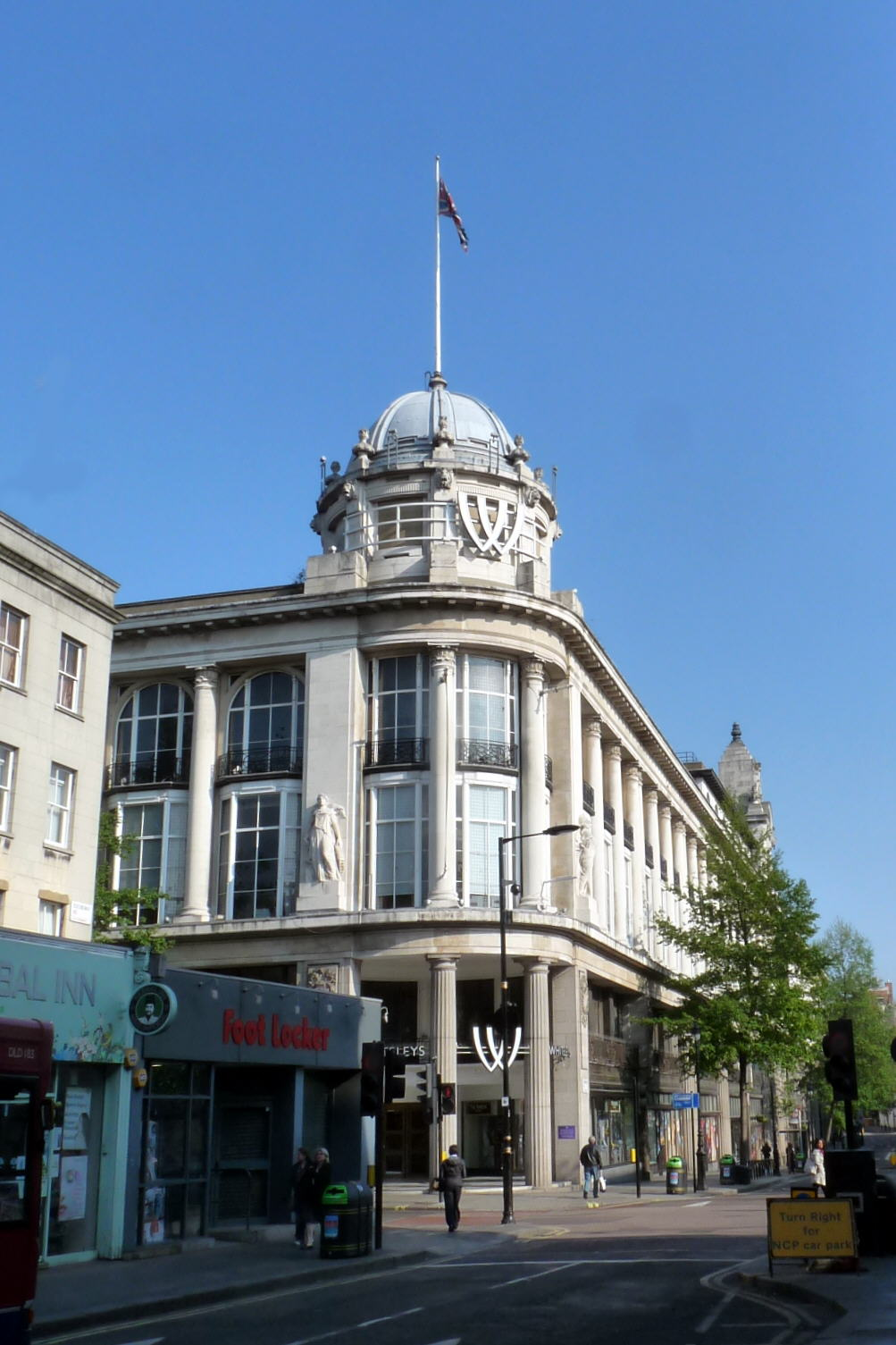
وايتليز.

وايتليز هو متجر ذو أقسام متنوعة يقع في «كوينز وي» بحي بيزووتر في العاصمة البرطانية لندن.
يحوي مجموعة من المحلات والمطاعم والمقاهي ومركزاً متخصصاً بتدليك الأقدام. يعتبر وايتليز أصغر من مركز وستفيلد الواقع في حي شبرز بوش، ولكن وقوعه في منطقة تتركز فيها الجالية العربية أكسبه شهرةً لدى العرب.